# Running with the beast
Running with the beast is het tweede album van de Nederlandse band zZz. Het werd uitgebracht in 2008.

## Opnamen
Na het grote succes van Sound of zZz begon zZz in 2007 aan de opnames van haar nieuwe plaat. Voor de opname van het album werd gekozen voor eenzelfde productie, met Henk Jonkers als producer. Het opnemen verliep echter niet voorspoedig en de deadline van het uitkomen van de plaat werd tot tweemaal toe uitgesteld. In juni presenteerde de band het eerste nummer van het album, Grip, dat als enige nummer van de plaat werd geproduceerd door Bas Bron, die eerder werkte met De Jeugd van Tegenwoordig. Bij het nummer werd een zeer opvallende videoclip gemaakt door Roel Wouters. FIAT was zo onder de indruk van de productie en de muziek, dat ze het geheel opkochten gebruikten voor een reclamecampagne voor de Grande Punto. Ook werd bekend dat het album door het ANTI-label van Epitaph Records buiten de Benelux uitgebracht zou gaan worden.
Op 14 november 2008 verscheen het album zowel op cd als op vinyl. Het album ontsteeg de sleazerock van het eerste album en kenmerkte zich door het gebruik van meerdere synthesizerlagen. Daarnaast bevatte het album enkele ballads, wat in schril contrast staat bij het hoge tempo van de debuutplaat. Het artwork van het album is afkomstig van de tweede videoclip, die band met Wouters opnam in Thailand, bij het nummer Running with the beast. Hierin werden hanengevechten gehouden met in ecoline gedompelde hanen. Een van de afdrukken die de dieren maakten werd gebruikt als voorkant van album. Overige resultaten en foto's van de dieren werden afgedrukt in het cd-boekje. De videoclip werd 16 duizend maal bekeken op YouTube voor hij verwijderd werd, vanwege het schenden van de gebruikersvoorwaarden. Na de release van de plaat liet zZz diverse nummers remixen, door onder andere Mr. & Mrs. Cameron, Polder, Bong-Ra, Joost van Bellen, DJ Promo en C-mon & Kypski. In 2009 ging zZz uitgebreid op tournee door Nederland.

## Muzikanten
- Daan Schinkel - elektronisch orgel, synthesizer
- Björn Ottenheim - drums, zang

### Gastmuzikanten
- Jos de Haas - percussie
- Geert de Groot - basgitaar

## Nummers
1. Lover
2. Grip
3. Spoil the party
4. Sing of love
5. Majeur
6. Running with the beast
7. Amanda
8. Loverboy
9. The movies
10. Angel
11. Islands

Alle nummers zijn geschreven door Daan Schinkel en Björn Ottenheim.

## Hitnotering
| "Running with the beast" in de Nederlandse Album Top 100 - binnen: 17-11-2008 | "Running with the beast" in de Nederlandse Album Top 100 - binnen: 17-11-2008 | "Running with the beast" in de Nederlandse Album Top 100 - binnen: 17-11-2008 |
| Week                                                                          | 46                                                                            |                                                                               |
| ----------------------------------------------------------------------------- | ----------------------------------------------------------------------------- | ----------------------------------------------------------------------------- |
| Nummer                                                                        | 77                                                                            | uit                                                                           |